# Nazionale femminile di hockey su prato dell'Australia
La nazionale di hockey su prato femminile dell'Australia è la squadra femminile di hockey su prato rappresentativa dell'Australia ed è posta sotto la giurisdizione dell'Hockey Australia.

## Partecipazioni

### Mondiali
- 1974 – non partecipa
- 1976 – non partecipa
- 1978 – non partecipa
- 1981 – 4º posto
- 1983 – 3º posto
- 1986 – 6º posto
- 1990 – 2º posto
- 1994 – Campione
- 1998 – Campione
- 2002 – 4º posto
- 2006 – 2º posto
- 2010 – 5º posto
- 2014 – 2º posto
- 2018 – 4º posto

### Olimpiadi
- 1980 - non partecipa
- 1984 - 4º posto
- 1988 - Campione
- 1992 - 11º posto
- 1996 - Campione
- 2000 - Campione
- 2004 - 5º posto
- 2008 - 5º posto
- 2012 – 5º posto
- 2016 – 6º posto

### Champions Trophy
- 1987 - 2º posto
- 1989 - 2º posto
- 1991 - Campione
- 1993 - Campione
- 1995 - Campione
- 1997 - Campione
- 1999 - Campione
- 2000 - 3º posto
- 2001 - 3º posto
- 2002 - 4º posto
- 2003 - Campione
- 2004 - 4º posto
- 2005 - 2º posto
- 2006 - 5º posto
- 2007 - 4º posto
- 2008 - 5º posto
- 2009 - 2º posto

### Coppa d'Oceania
- 1999 - Campione
- 2001 - Campione
- 2003 - Campione
- 2005 - Campione
- 2007 - 2º posto